# 弗拉基米罗夫卡河
弗拉基米罗夫卡河（俄語：Река Владимировка）或野顷川（日语：／）是萨哈林州波罗奈区的河流，源起东萨哈林山脉中央山脊骆驼山，长46公里，流域面积342平方公里，注入捷尔佩尼耶湾。由北向南流，下游是沼泽，索博利诺耶在河边。

## 引用
1. ↑  М·Г·瓦西科夫斯基. . 列宁格勒: 气象出版社. 1973 （俄语）.
2. ↑  . 国家水登记处.   [2023-10-12]. （原始内容存档于2016-04-05）.